# Detective Conan - La mappa del mistero
Detective Conan - La mappa del mistero (名探偵コナン 迷宮の十字路（クロスロード）?, Meitantei Konan - Meikyū no kurosurōdo, lett. "Detective Conan - L'incrocio del labirinto"), conosciuto anche con il titolo internazionale Detective Conan: Crossroad in the Ancient Capital, è un film d'animazione del 2003 diretto da Kenji Kodama.
Si tratta del settimo film dedicato alla serie anime Detective Conan, uscito in Giappone il 19 aprile 2003.

## Trama
In primavera, un misterioso assassino mascherato uccide cinque degli otto membri di una misteriosa organizzazione criminale chiamata "Genjibotaru", che si è sciolta da tre mesi, dopo la morte del loro capo. Ogni membro prendeva il nome di uno dei seguaci di Minamoto no Yoshitsune e possedeva una copia del testo Le cronache di Yoshitsune. I libri vengono rubati e con essi anche i fogli che compongono un misterioso codice cifrato.
Alcuni giorni dopo, Kogoro viene ingaggiato da un gruppo di monaci di Kyoto per ritrovare la statua del Buddha curativo, rubata dal tempio otto anni prima. Pochi giorni prima d'ingaggiare Kogoro, al tempio era arrivata una lettera con un enigma che permetterebbe di ritrovare la statua. L'enigma consiste in un codice cifrato, identico a quello rubato dall'assassino. Così Kogoro, aiutato da Conan, comincia a investigare.
Più tardi, Conan incontra per caso Heiji, che si trova anch'egli a Kyoto per indagare sulla morte di uno dei componenti della banda, che era un suo conoscente. Heiji rivela a Conan che sta cercando anche il suo primo amore, che poi si rivelerà essere proprio Kazuha, incontrato in un tempio lì vicino otto anni prima. Il ragazzo mostra anche una sferetta di cristallo trovata nel tempio. I ragazzi si recano nei luoghi legati a Yoshitsune e qui Heiji viene aggredito dall'assassino.
Successivamente, un altro componente della banda viene ucciso. Tuttavia, in questo caso, Conan ed Heiji riescono a recuperare il libro e il codice.
Conan riesce a tornare per il momento Shinichi grazie al paikal, un liquore cinese simile al whisky. Lo aveva già usato al suo primo incontro con Heiji, ma poi non aveva più funzionato perché il suo corpo aveva sviluppato gli anticorpi. Ai gli dà però una pillola che causa il raffreddore, così le sue difese immunitarie diventano più deboli e il liquore funziona di nuovo.

## Colonna sonora
Il musicista Katsuo Ōno ha composto trentuno nuove tracce, che sono poi state usate anche nella serie televisiva. La sigla finale è Time After Time ~ Hana mau machi de ~ (Time after time〜花舞う街で〜? lett. "Volta dopo volta - Nella strada dei fiori turbinanti"), di Mai Kuraki.

## Distribuzione

### Edizione italiana
In Italia il film è stato solo trasmesso in televisione, in una versione intera e in una divisa in cinque parti da venti minuti circa, entrambe senza censure video e con lo stesso doppiaggio non censurato, il quale è stato diretto da Marcello Cortese su dialoghi di Chiara Serafin e dello stesso Cortese presso la Merak Film.
La versione intera è stata trasmessa per la prima volta su Hiro il 5 ottobre 2009 e replicata per la prima volta in chiaro su Italia 1 domenica 11 settembre 2011, alle ore 14:30. Questa versione mantiene la sigla finale originale con le relative immagini e l'introduzione che riassume l'inizio della storia del manga, presente in ogni film seppur con qualche differenza. L'epilogo è dopo la sigla finale come in originale. Alla trasmissione su Italia 1, finora l'unica in chiaro per questa versione, non sono state trasmesse né la sigla finale né l'epilogo.
La versione divisa in parti è stata trasmessa su Italia 2 dal 1º al 5 agosto 2012. Per questa versione è stata utilizzata come sigla sia iniziale che finale di ogni parte la prima sigla italiana della serie televisiva, Detective Conan di Giorgio Vanni, con le immagini della sigla di apertura dell'episodio speciale 479, in cui sono presenti quindi anche alcuni personaggi comparsi solo in quell'episodio. Per la prima parte della sigla finale, le immagini sono spostate sulla destra e i titoli internazionali in inglese scorrono su sfondo nero sulla parte sinistra dello schermo. La versione divisa in parti è priva dell'introduzione e ha l'epilogo collocato prima della sigla finale anziché dopo.
Nel doppiaggio italiano, solo in questo film, Kogoro viene erroneamente chiamato "ispettore". Inoltre, sempre solo in questo film, viene detto "Giovane Squadra dei Detective", invece che "Squadra dei Giovani Detective" come avviene di solito nella traduzione dell'anime, ma sono comunque entrambe traduzioni corrette di "Shōnen Tanteidan" (少年探偵団?).
Quando Heiji rivela che Shozo Sakura è il ladro Saburō Ise, Kogoro afferma che di sicuro lui stesso non è una vittima, benché il suo nome, "Kogoro" (小五郎?, Kogorō), contenga l'ideogramma del numero 5  (五?, go) e le vittime abbiano nel nome i numeri da 2 a 8 tranne appunto il 5. Il suo nome inoltre termina con l'ideogramma "rō" come quelli delle vittime, anche se lui non lo dice. Conan commenta dicendo che "quello successe molto tempo fa", riferendosi al secondo film, in cui l'assassino uccide vittime i cui nomi sono collegati a delle carte da gioco e quindi per la maggior parte contengono ideogrammi e/o pronunce di numeri. Nella versione italiana questo riferimento non è stato mantenuto: Kogoro dice solo che aveva già sospettato che Sakura fosse il ladro, causando un'incoerenza con gli ideogrammi dei nomi delle vittime che appaiono in sovrimpressione. Inoltre, nella scena in cui Shinichi si confronta con il colpevole, in originale imita la voce di Heiji grazie al papillon cambia-voce che ha attorno al polso: nella versione italiana parla con la sua voce normale, il che fa già capire allo spettatore la sua vera identità.

### Edizioni home video
In Giappone il film è stato pubblicato da Universal Music Japan in DVD il 17 dicembre 2003 e in VHS il 7 aprile 2004. Dopodiché, il film è stato pubblicato da Being con l'etichetta B-vision in Blu-ray Disc il 24 dicembre 2010. Being ha pubblicato anche una nuova edizione in DVD il 25 febbraio 2011. In Italia non è mai stato pubblicato per l'home video.

## Accoglienza

### Incassi
Il film ha incassato circa tre miliardi e 200 milioni di yen, ovvero circa 21 milioni di euro, classificandosi al terzo posto dei film giapponesi con il maggior incasso in patria nel 2003.

## Versione a fumetti
Con i fotogrammi di questo film è stato prodotto un anime comic in due volumi dal titolo Gekijōban Meitantei Conan - Meikyū no crossroad (劇場版 名探偵コナン 迷宮の十字路（クロスロード）?, Gekijōban Meitantei Konan - Meikyū no kurosurōdo, "Detective Conan - Il film - L'incrocio del labirinto"). La "prima parte" (上?, jō) è stata pubblicata da Shogakukan il 18 novembre 2003 (ISBN 4-09-127751-9), la "seconda parte" (下?, ge) il 18 dicembre dello stesso anno (ISBN 4-09-127752-7). Un'edizione in volume unico è stata poi pubblicata sempre da Shogakukan il 15 aprile 2006 (ISBN 4-09-120518-6).
Un manga tratto dal film e con lo stesso titolo, disegnato da Yutaka Abe e Denjirō Maru, disegnatori anche di alcuni volumi di Detective Conan Special Cases, è in pubblicazione sulla rivista Shōnen Sunday Super dal settembre 2016.